# 帕苏-杜索布拉杜
帕苏-杜索布拉杜是巴西南大河州的一个市镇。总面积265.108平方公里，总人口5967人，人口密度22.5人/平方公里。